# Minoru Kushibiki
Minoru Kushibiki (櫛引 実 Kushibiki Minoru?), född 10 juni 1967 i Osaka prefektur, är en japansk före detta fotbollsspelare.
Kushibiki började sin karriär 1990 i Toshiba. Efter Toshiba spelade han för Otsuka Pharmaceutical, Kyoto Purple Sanga och Avispa Fukuoka. Han avslutade karriären 1999.